# Ваграмашен
Ваграмашен (арм. Վահրամաշեն), также Церковь Амберда — церковь в Арагацотнском районе Армении, около горы Арагац.

## История
Церковь Вагрмашен была построена в XI веке близ армянской крепости Амберд, находящейся на склоне горы Арагац. Крепость и церковь стоят на скалистой местности, рядом протекают реки Амберд и Аркашен. В X веке сооружения принадлежали князьям Пахлавуни, а в 1236 году они были сожжены монголами, и после этого их не перестраивали.
Согласно некоторым данным, церковь и крепость, как и другие близлежащие памятники, были основаны Ашотом Железным.

## Галерея

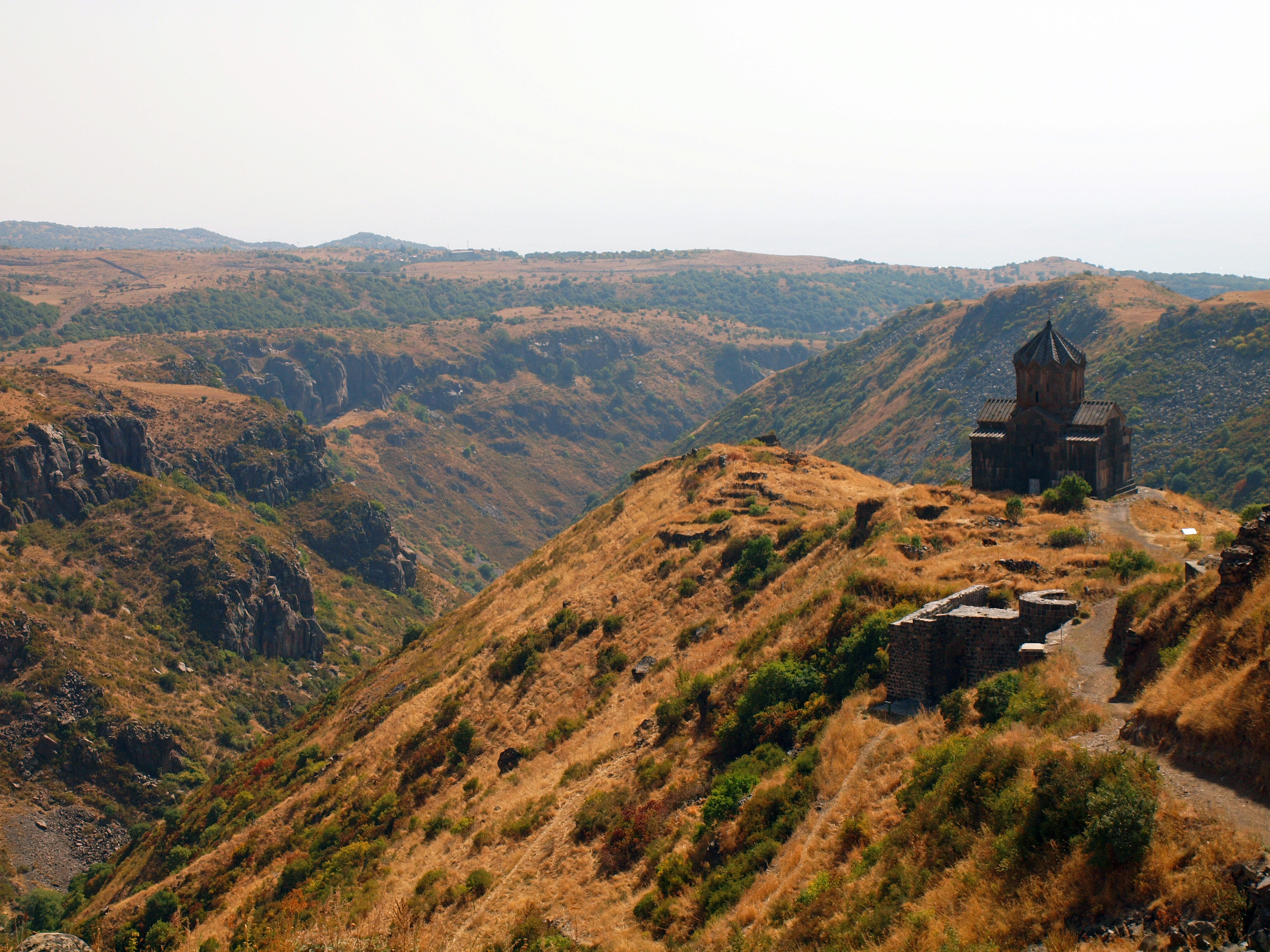
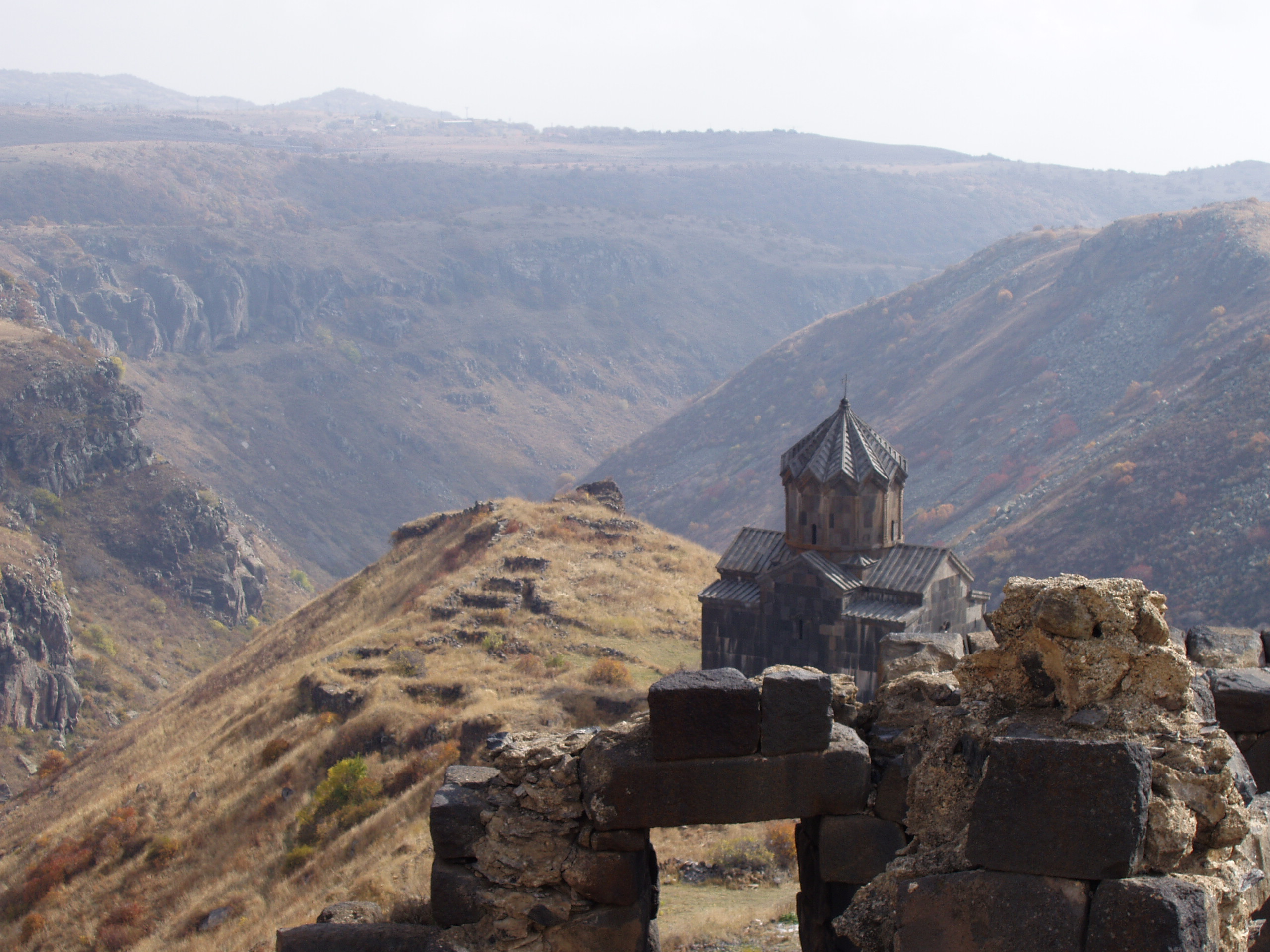
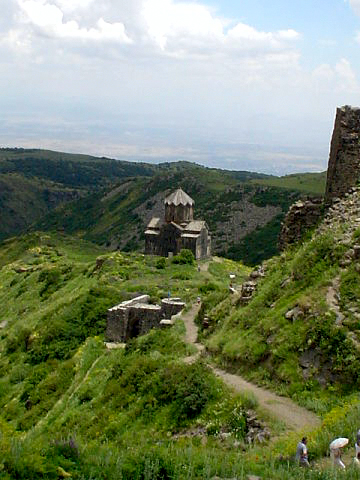
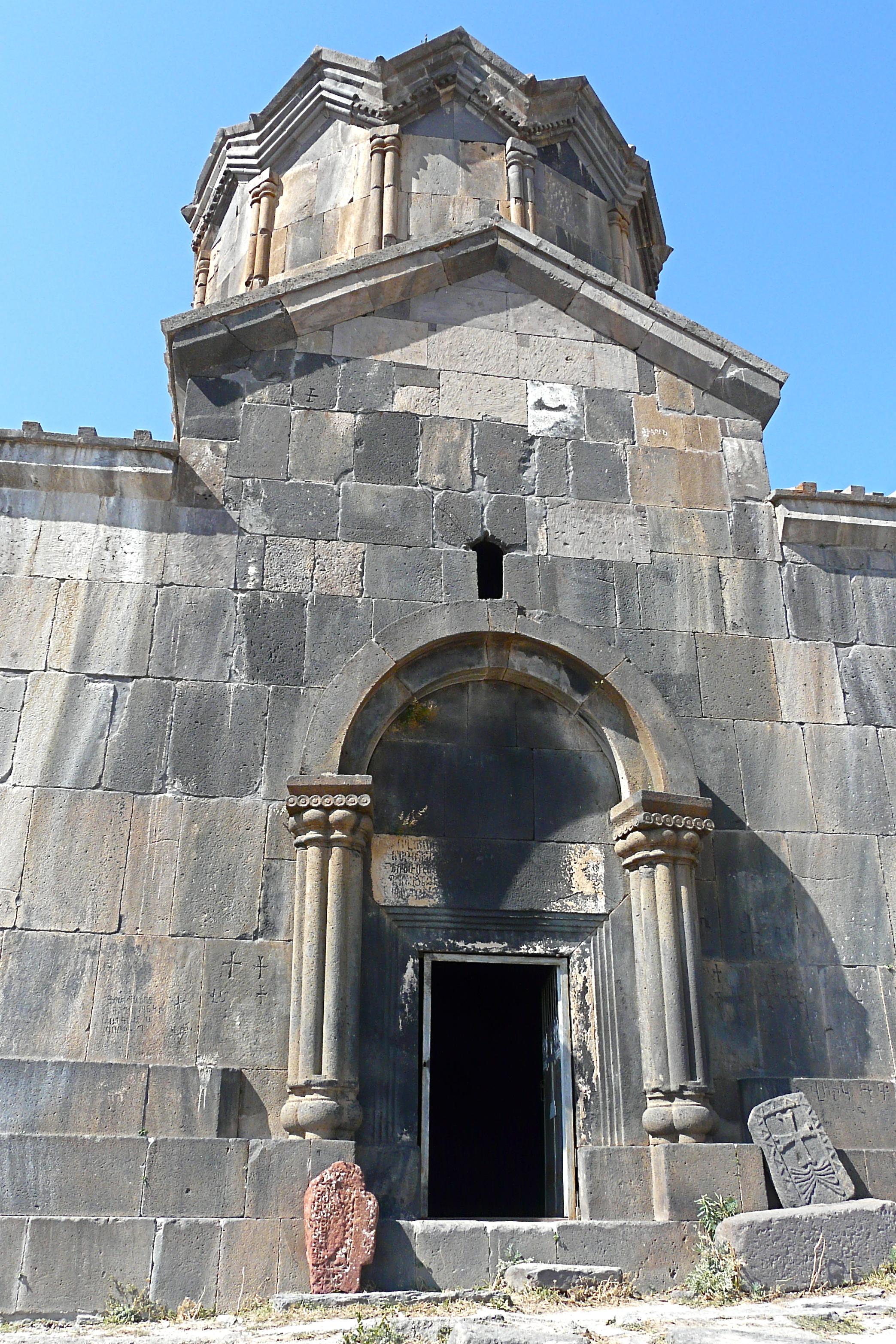
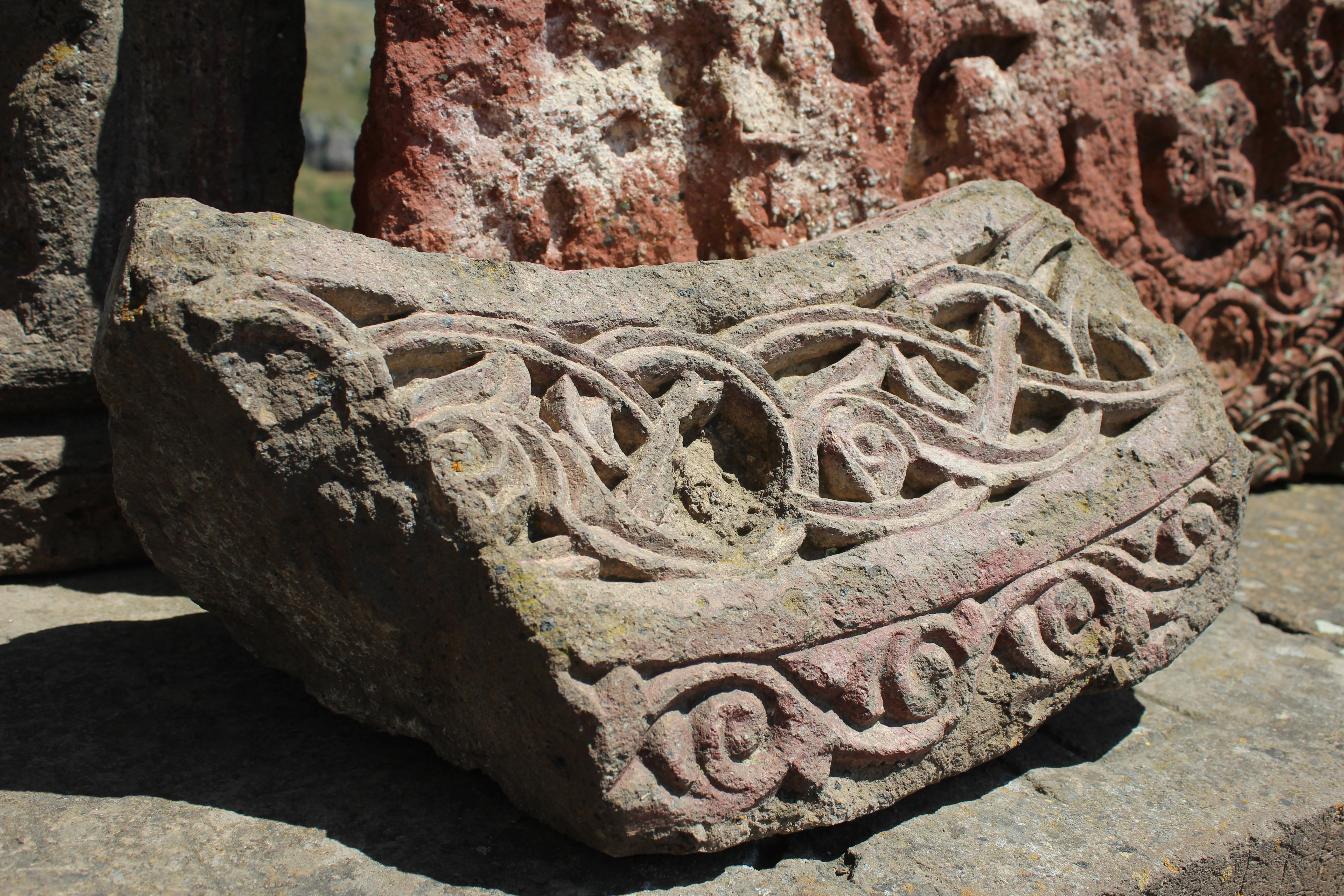
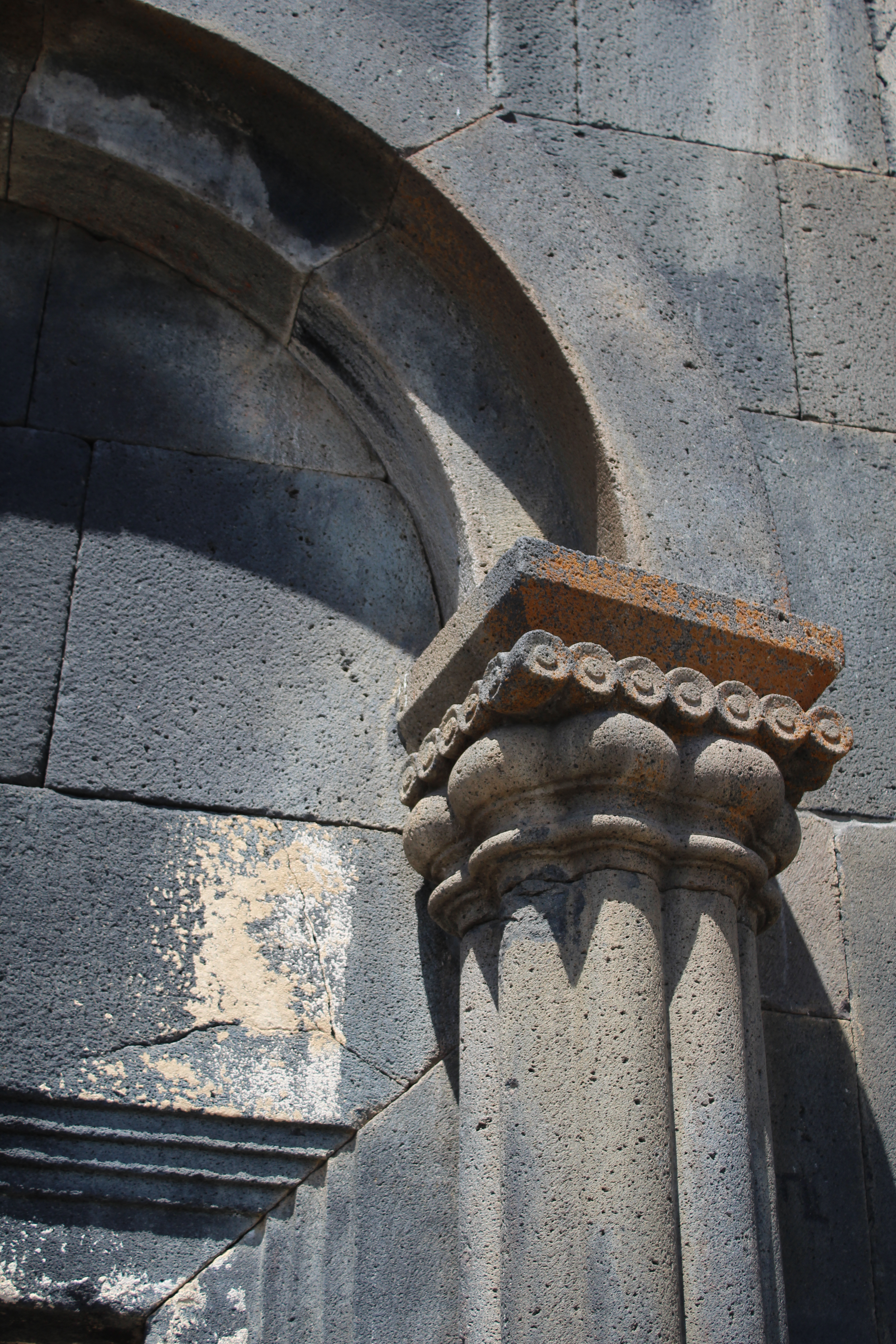